# Robert Patrick
Pour les articles homonymes, voir Patrick.

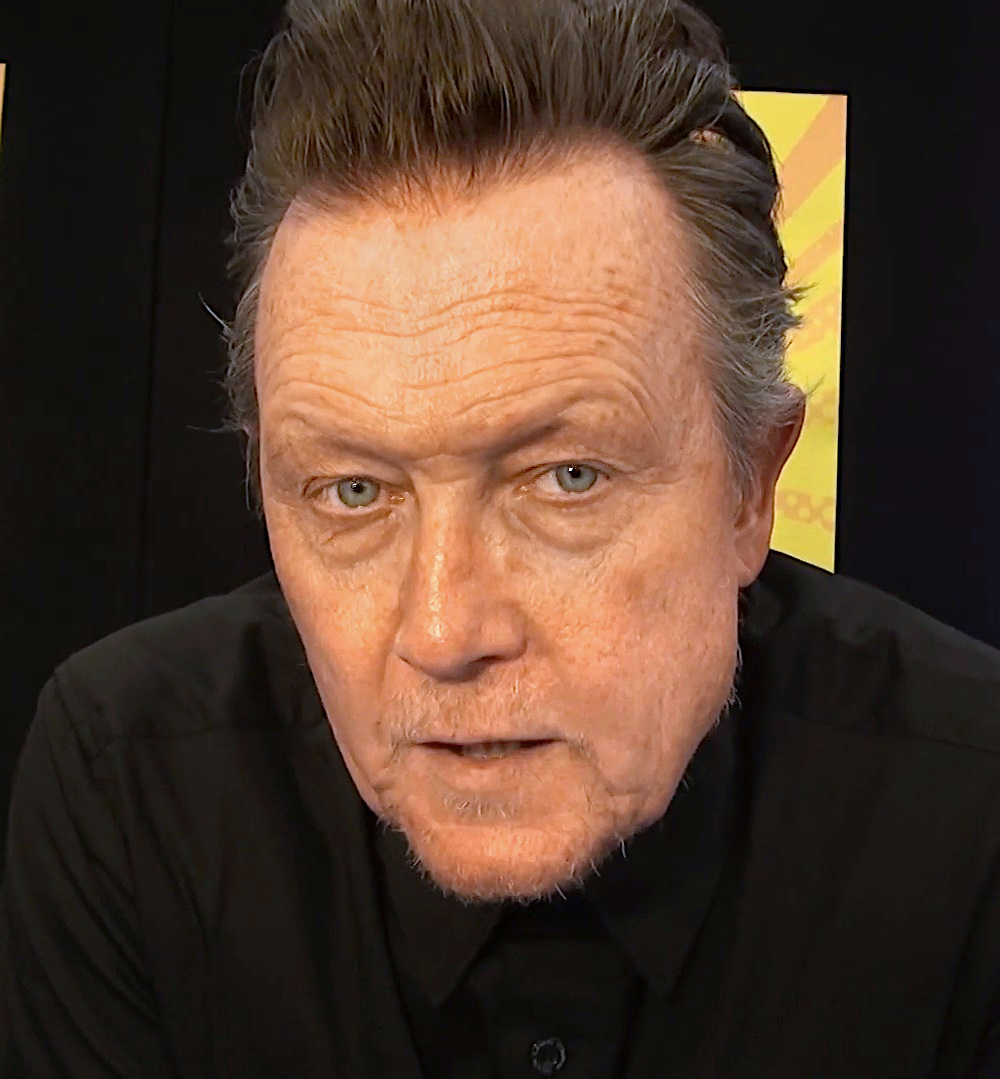
Patrick en 2018

Robert Patrick est un acteur américain, né le 5 novembre 1958 à Marietta (Géorgie).
Il est devenu célèbre pour son rôle du T-1000 dans le film de science-fiction Terminator 2 : le Jugement dernier (1991) de James Cameron, et a, par la suite, multiplié les seconds rôles dans de nombreux films à succès et séries TV en tant que Guest Star.

## Biographie

### Carrière
Il décide de devenir acteur à l'âge de 26 ans et trouve un premier rôle dans la pièce de théâtre Go de Roger Corman. Ne trouvant pas d'emploi à Hollywood, il part travailler pour le cinéma philippin et enchaîne de nombreux films entre 1987 et 1988.
Tournant ses cascades lui-même, il se blesse gravement lors d'un tournage et finit par rentrer aux États-Unis. Il n'y trouve au départ que quelques petits rôles, comme celui d'un des mercenaires de William Sadler dans le film 58 Minutes pour vivre mettant en scène Bruce Willis.
Il est révélé au cinéma en 1991 par son interprétation du T-1000, un robot tueur ayant la faculté de changer de forme jusqu'à devenir totalement liquide, dans le second volet de la saga Terminator, avec James Cameron à la réalisation. Alors sans un sou à l'époque, il considère que ce rôle lui a donné sa carrière. Bien qu'il n'ait qu'une dizaine de répliques dans ce film, tout comme Arnold Schwarzenegger dans le premier volet, la terreur qu'il inspire marque beaucoup d'esprits. Il reprend le personnage dans un autre registre, faisant un caméo dans la comédie Wayne's World (1992) et dans la comédie d'action satirique Last Action Hero (1993).
Malgré la popularité acquise grâce au film de James Cameron, l'acteur reste majoritairement cantonné à des seconds rôles. Parmi ses films notables, il y a par exemple Striptease d'Andrew Bergman en 1996, dans lequel il joue un voleur et l'ancien mari de Demi Moore. En 1997, il joue Jack « Jackie » Rucker, un des ripoux menés par Harvey Keitel qui est comme ses collègues opposé au shérif local joué par Sylvester Stallone dans le film Cop Land de James Mangold. En 1998, il joue le coach Willis, un des nombreux professeurs contrôlés par des extraterrestres dans le film The Faculty de Robert Rodríguez. Parallèlement, il prête sa voix en 1995 au commandant Boston Low dans le jeu d'aventure point and click The Dig du studio Lucasfilm Games.
En 2005, il prête sa voix à Deuce Williams, un des trois personnages jouables du jeu de tir à la troisième personne The Outfit, du studio Relic Entertainment. Le jeu qui prend place durant la Seconde Guerre mondiale, comprend également les acteurs Ron Perlman et Terrence C. Carson (en).
En 2009, il fait partie de la distribution de la comédie atypique Les Chèvres du Pentagone de Grant Heslov, qui comprend également George Clooney, Jeff Bridges, Ewan McGregor ou encore Kevin Spacey.
En 2013, il joue le père de l'actrice pornographique Linda Lovelace dans le biopic Lovelace de Rob Epstein. Il prête également sa voix au personnage de S.P.I.K.E. dans le jeu vidéo de course LocoCycle du studio Twisted Pixel Games.
De 2014 à 2018, il tient un des rôles principaux (Cabe Gallo) de la série Scorpion. La série est annulée au bout de sa quatrième saison.
En 2020, il tient un rôle régulier dans la série Perry Mason avec Matthew Rhys dans le rôle titre. La même année, il prête sa voix ainsi que son visage au personnage du Coach « Red » O'Brien dans le jeu de football américain Madden NFL 21 du studio EA Tiburon.
En 2021, il apparait en tant que régulier dans la quatrième et dernière saison de la série judiciaire Goliath, série dans laquelle il joue le père du protagoniste incarné par Billy Bob Thornton. Il se fait également remarquer pour son apparition en tant qu'invité dans le dix-neuvième épisode de la dixième saison de la série The Walking Dead, qui le voit tenir le rôle de jumeaux.
En 2022, il intègre l'Univers cinématographique DC en jouant l'un des principaux personnages de la série Peacemaker de James Gunn, série dédiée au personnage éponyme incarné par John Cena et introduit en 2021 dans le film The Suicide Squad. Il y joue le père de ce dernier, Auggie Smith / White Dragon. Il continue cette aventure dans les adaptations de comics, en prêtant la même année sa voix au mutant Wolverine dans la quatrième série de podcasts Marvel's Wastelanders. Fin 2022, il apparait dans le rôle du shérif William McDowell dans la série western 1923, préquelle de la série à succès Yellowstone.

### Vie privée
Il est le frère de Richard Patrick, ex-guitariste de Nine Inch Nails et musicien et chanteur des groupes Filter et Army of Anyone.
Il est membre du club de moto des Boozefighter MC au sein du chapitre 101.

## Travail d'acteur

### L'acteur vu par lui-même
En 2008, durant une interview avec le site Den of Geek, il déclare :

« J'ai fait environ quatre-vingt-dix films maintenant et peut-être quinze d'entre eux sont bons. Il n'y a qu'une poignée de films que j'ai faits où je pense que le contenu était bon. Vous parlez de deux choses différentes – de la capacité artistique à contrôler les projets et son contenu, puis vous parlez de pouvoir gagner sa vie et avoir une carrière. Ce sont deux choses différentes. En ce qui concerne les contenus, je ne pense pas avoir eu accès aux meilleurs. Non. Je pense qu'il y a eu quelques projets que j'ai réalisés qui sont du bon contenu. Terminator 2 [...] Copland, Walk the Line, The Only Thrill [...] The X-Files, Les Sopranos, et [...] The Unit,. »

## Filmographie

### Cinéma
- 1986 : Future Hunters de Cirio H. Santiago : le fiancé de l'héroine
- 1987 : Warlords of Hell de Clark Henderson : un biker psychopathe
- 1987 : Apocalypse Warriors (en) (Equalizer 2000) de Cirio H. Santiago : un second rôle de méchant
- 1987 : Killer Instinct de Cirio H. Santiago : un soldat américain
- 1989 : Hollywood Boulevard II de Steve Barnett : le cameraman
- 1990 : 58 minutes pour vivre (Die Hard 2) de Renny Harlin : O'Reilly
- 1991 : Terminator 2 : Le Jugement dernier (Terminator 2: Judgment Day) de James Cameron : le T-1000
- 1992 : Last Action Hero de John McTiernan : T-1000 (caméo)
- 1992 : Wayne's World de Penelope Spheeris : policier / T-1000 (caméo)
- 1993 : The Cool Surface de Erik Anjou
- 1993 : Visiteurs extraterrestres (Fire in the Sky) de Robert Lieberman : Mike Rogers
- 1994 : De si jolis chevaux de Billy Bob Thornton : Cole
- 1995 : Zero Tolerance de Joseph Merhi : Jeff Douglas
- 1995 : Dernier Souffle de Scott McGinnis : Leslie Chase
- 1995 : Double Dragon (Double Dragon : The Movie) de James Yukich : Kogo Shuko
- 1996 : Striptease d'Andrew Bergman : Darrell Grant
- 1997 : Rosewood de John Singleton : le petit ami de Fanny
- 1997 : Copland (Cop Land) de James Mangold : Jack Rucker
- 1997 : Hacks de Gary Rosen : Goatee
- 1998 : The Faculty de Robert Rodriguez : Coach Willis
- 1998 : Embuscade d'Ernest R. Dickerson : Shannon Herrold
- 1999 : Une nuit en enfer 2 : Le Prix du sang (From Dusk Till Dawn 2: Texas Blood Money) : Buck
- 1999 : The Vivero Letter de H. Gordon Boos : James Wheeler
- 2001 : Spy Kids de Robert Rodriguez : M. Lisp
- 2001 : Texas Rangers : La Revanche des justiciers (Texas Ranger) de Steve Miner : John Armstrong
- 2002 : Compte à rebours mortel de Jim Gillespie : Pete Noah
- 2002 : The Hire de Joe Carnahan : l'agent du FBI
- 2003 : Charlie's Angels : Les Anges se déchaînent ! de McG : Ray Carter
- 2004 : Piège de feu (Ladder 49) de Jay Russell : Lenny Richter
- 2005 : Supercross de Steve Boyum : Earl Cole
- 2005 : Walk the Line de James Mangold : Ray Cash
- 2006 : Firewall de Richard Loncraine : Gary Mitchell
- 2006 : Mémoires de nos pères (Flags of Our Fathers) de Clint Eastwood : le colonel Chandler Johnson
- 2006 : The Marine de John Bonito : Rome
- 2007 : Le Secret de Terabithia de Gábor Csupó : M. Jesse Aarons Sr.
- 2008 : Autopsy de Adam Gierasch : Dr Benway
- 2008 : Fly Me to the Moon de Ben Stassen : Louie
- 2009 : Alien Trespass : Policier Vernon
- 2009 : Les Chèvres du Pentagone (The Men Who Stare At Goats) : Todd Nixon
- 2010 : Five Minarets in New York de Mahsun Kirmizigül : Becker
- 2011 : S.W.A.T.: Firefight : Walter Hatch
- 2012 : Sécurité rapprochée (Safe House) de Daniel Espinosa : Daniel Kiefer
- 2012 : Jayne Mansfield's Car de Billy Bob Thornton : Jimbo
- 2012 : Une nouvelle chance (Trouble with the Curve) de Robert Lorenz : Vince
- 2013 : Lovelace de Rob Epstein & Jeffrey Friedman : John J. Boreman
- 2013 : Gangster Squad de Ruben Fleischer : Max Kennard
- 2013 : Arnaque à la carte (Identity Thief) de Seth Gordon : Skiptracer
- 2014 : Un amour sans fin (Endless Love) de Shana Feste : Harry Elliot
- 2014 : Secret d'État de Michael Cuesta : Ronny Quail
- 2014 : The Road Within de Gren Wells : Robert
- 2015 : Hellions de Bruce McDonald : Corman
- 2015 : Hollywood Adventures : l'agent de sécurité
- 2018 : Edge of Fear de Bobby Roth : Jack Pryor
- 2019 : The Laundromat : L'Affaire des Panama Papers (The Laundromat) de Steven Soderbergh : le capitaine Perry
- 2019 : Jarhead: Law of return de Don Michael Paul : le sénateur Jackson
- 2019 : The Poison Rose de George Gallo : le chef Walsh
- 2019 : The Rising Hawk (en) de John Wynn : Zakhar Berkut
- 2020 : The Good Criminal (Honest Thief) de Mark Williams : l'agent Sam Baker
- 2021 : The Protégé de Martin Campbell : Billy Boy
- 2021 : Inside Ted : Dans la tête du serial killer (No Man of God) d'Amber Sealey : Roger Depue
- 2021 : La Vengeance d'une mère (Rushed) de Vibeke Muasya : Jim O'Brien

### Télévision

#### Téléfilms
- 2002 : Traque à San Francisco (Pavement) : Sam Brown
- 2003 : Le Tueur des nuits de noces (First to Die) : Nicholas Jenks

#### Séries télévisées
- 1992 : Les Contes de la crypte (Tales from the Crypt) : Lothar  (saison 4, épisode 7)
- 1994 : Hong Kong 97 (en) : Reginald Cameron
- 1995-1996 : Au-delà du réel : L'aventure continue (The Outer Limits) : Major John Skokes (saison 1, épisode 14 et saison 2, épisode 18)
- 2000-2002 : X-Files : Aux frontières du réel (The X-Files) : l'agent John J. Doggett (saisons 8 à 9)
- 2000 : Les Soprano : David Scatino (saison 2, 3 épisodes)
- 2004 : Lost : l'ami de Sawyer (saison 1, épisode 16)
- 2004 : Stargate Atlantis : le colonel Marshall Sumner (saison 1, épisode 1,2 et 15)
- 2005 : Elvis : Une étoile est née : Vernon Presley
- 2005 : New York, unité spéciale : Ray Schenkel (saison 7, épisode 1)
- 2006-2009 : The Unit : Commando d'élite : le colonel Tom Ryan (saisons 1 à 4)
- 2009 : NCIS : Enquêtes spéciales : le colonel Merton Bell (saison 7, épisode 6)
- 2010 : Kill Speed : Président
- 2010 : Chuck : le colonel Keller (saison 3, épisode 10)
- 2010: Burn Notice : John Barret
- 2010 : Psych : Enquêteur malgré lui (Psych) : Major-général Felts (saison 4, épisode 10)
- 2011 : Red Faction: Origins : Alec Mason
- 2012-2014 : True Blood : Jackson Herveaux (saisons 5 à 7)
- 2012 : Last Resort : Premier maître de flotte Joseph Prosser
- 2013 : Sons of Anarchy : Les Packer (saisons 6 et 7)
- 2014 : Une nuit en enfer (From Dusk till Dawn: The Series) : Jacob Fuller
- 2014 : Community : Waldron (saison 5, épisode 6)
- 2014-2018 : Scorpion : l'agent Cabe Gallo de la Sécurité intérieure
- 2018-2019 : Mayans M.C. : Les Packer  (saison 1, épisode 1 et saison 2, épisode 4)
- 2020 : Perry Mason : Herman Baggerly (7 épisodes)
- 2021 : MacGyver : Ian Cain, le mentor de Matty (saison 5, épisode 8)
- 2021 : The Walking Dead : Mays et son jumeau (saison 10, épisode 19)
- 2021 : Goliath : Coach, le père de Billy  (4 épisodes)
- depuis 2022 : Peacemaker : Auggie Smith (8 épisodes - en cours)
- depuis 2022 : 1923 : le shérif William McDowell
- 2023 : The Night Agent : le directeur adjoint Hawkins (2 épisodes)
- 2023 : Reacher : Shane Langston (saison 2)

#### Séries d'animation
- 1996-1997 : The Real Adventures of Jonny Quest : Roger T. « Race » Bannon
- 1996 : Superman  (Superman: The Animated Series) : Martin LeBeau (1 épisode)
- 1999 : Batman, la relève (Batman Beyond) : Richard Armacost (1 épisode)
- 2005 : Duck Dodgers : J. Edgar Ashcan (1 épisode)
- 2006-2007 : Avatar, le dernier maître de l'air (Avatar: The Last Airbender) : Master Piandao (2 épisodes)
- 2008 : Batman (The Batman) : Katar Hol (en) / Hawkman (2 épisodes)
- 2015 : Ultimate Spider-Man : The Whizzer (1 épisode)

## Ludographie
- 1995 : The Dig : le commandant Boston Low
- 2005 : The Outfit : 'Deuce' Williams
- 2013 : LocoCycle : S.P.I.K.E.
- 2014 : Elite: Dangerous : Zachary Hudson[réf. nécessaire]
- 2020 : Madden NFL 21 : Coach 'Red' O'Brien
- 2023 : Mortal Kombat 1 : T-1000 (traits et voix)

## Fiction audio
- 2022 : Marvel's Wastelanders : Wolverine

## Distinctions

### Récompenses
- 2001 : Saturn Award, (X-files)
- 2005 : Temecula Valley International Film Festival

### Nominations
- 1992 : MTV Movie Awards
- 1992 : Saturn Award, Terminator 2
- 1994 : Saturn Award, Best Actor, Fire in the Sky (1993)
- 2002 : Saturn Award, Best Actor in a Television Series "The X Files" (1993)

## Voix francophones
En version française, Robert Patrick est notablement doublé dans les années 1990 par Dominique Collignon-Maurin dans  Visiteurs extraterrestres, Pierre Laurent dans  Striptease et The Faculty, ainsi que par Éric Missoffe dans Terminator 2 : Le Jugement dernier, Patrick Poivey dans Les Contes de la crypte, Renaud Marx dans Double Dragon et Patrice Baudrier dans Decoy
De la série X-Files : Aux frontières du réel en 2000 à The Poison Rose en 2019, Hervé Furic est sa voix la plus régulière, le doublant notamment de manière inconsistante dans The Unit : Commando d'élite, Big Love, Last Resort, Une nouvelle chance, Gangster Squad ou encore Secret d'État. Ces dernières années, il est doublé à cinq reprises par Michel Vigné, le doublant à la fois dans Embuscade, True Blood, Scorpion, La Protégée et 1923.
En parallèle, il est notamment doublé par François Siener dans Charlie's Angels : Les Anges se déchaînent !
Walk the Line et Arnaque à la carte, Jean-François Aupied dans We Are Marshall et Goliath,, Patrick Raynal dans The Good Criminal et Peacemaker. Parmi ses autres apparitions notables, Jean-Pierre Leroux le double dans Les Soprano et The Walking Dead, tandis qu'il est doublé par Jérôme Keen dans Firewall, José Luccioni dans Le Secret de Terabithia, Serge Biavan dans Les Chèvres du Pentagone, Thierry Desroses dans Sécurité rapprochée, Lionel Bourguet dans Une nuit en enfer, Achille Orsoni dans The Laundromat : L'Affaire des Panama Papers, Philippe Catoire dans Perry Mason ou encore par Patrick Bonnel dans The Night Agent. Après l'avoir doublé une première fois dans Copland en 1997, Philippe Vincent le retrouve en 2023 dans Reacher.